# Heraldik
Heraldik (aus französisch héraldique, lateinisch heraldica, beides hergeleitet aus Herold) ist die Lehre von den Wappen und ihrem Gebrauch. Die Gestaltung der Wappen, der Umgang mit diesen und gegebenenfalls die rechtlichen Regelungen unterscheiden sich nach Raum, Zeit, sozialem Milieu und teilweise auch nach einzelnen Institutionen. Dementsprechend spricht man z. B. von schottischer Heraldik im Unterschied zur englischen oder von kirchlicher Heraldik im Unterschied zur weltlichen.
Historisch war die Heraldik eng mit den jeweiligen Institutionen verbunden, die die Vergabe von Wappen kontrollierten und damit auch die verbundene Konflikte geregelt haben, insbesondere den Heroldsämtern. Dabei sind drei wichtige Teilbereiche zu unterscheiden:
- Blasonieren: Für die fachgerechte Beschreibung von Wappen hat die Heraldik eine eigene Fachsprache entwickelt, siehe Liste heraldischer Begriffe.
- Wappenkunst: Die Wappenkunst ist die Gestaltung von Wappen nach heraldischen Regeln
- Wappenrecht: In vielen Gesellschaften waren oder sind auch rechtliche Vorschriften für die Nutzung von Wappen zu beachten.

Seit dem späten 19. Jahrhundert teilt sich die Heraldik im deutschsprachigen Raum in zwei zunehmend getrennte Disziplinen:
- Die Heraldik als historische Disziplin beschäftigt sich mit historischen Wappen als Quellen der Geschichtswissenschaft, der Überlieferung von Wappendarstellungen und heraldischen Texten und ihren Deutungsmöglichkeiten. Als Teil der Historischen Hilfswissenschaft ist sie an einigen deutschen Universitäten vertreten.
- Die Heraldik als normative Disziplin trifft regelbasierte Entscheidungen darüber, wie Wappen zu gestalten und darzustellen sind und gibt Auskunft darüber, wer diese Wappen wie nutzen soll. Heraldik in diesem Sinne wird heute vor allem von heraldischen Vereinen und freiberuflichen Wappenkünstlern betrieben. Sie beschäftigt sich vor allem mit Familienwappen in der Gegenwart.

## Geschichte

### Entstehung (12. bis 14. Jahrhundert)
Die Heraldik als eine eigene Disziplin hat sich allmählich entwickelt, nachdem Wappen weit verbreitet waren. Diese kamen in Nordwesteuropa im 12. Jahrhundert auf; die ersten Belege stammen aus dem Hochadel im heutigen Nordfrankreich und England. Bereits um 1070 zeigte der Teppich von Bayeux adelige Reiter, die mit differenzierten Farben und Symbolen auf ihren Schilden kämpfen. Relativ schnell wurden Wappen aber auch von anderen Gruppen genutzt, insbesondere von Kommunen, Niederadeligen und in der Kirche (Bistumswappen). Wappen wurden in militärischen Kontexten genutzt, als Hoheitszeichen, auf Siegeln und Münzen sowie zu vielen anderen Zwecken. (Siehe den Hauptartikel: Wappen.)
Das früheste Indiz für die Entstehung der Heraldik ist die Ausbildung einer eigenen Terminologie zur Beschreibung von Wappen in England und Nordfrankreich ab dem 13. Jahrhundert. Andere Quellen, die über eine explizite Beschäftigung mit Wappen berichten, fehlen für das 13. Jahrhundert vollständig und auch für das 14. Jahrhundert weitgehend. Zwar wird bereits Ende des 12. Jahrhunderts im Chevalier de la charrette ein Herold (hyraut) erwähnt, und die Episode legt auch nahe, dass ein Herold in dieser Zeit den Träger eines Wappen erkennen sollte (wenngleich der Herold im Chevalier daran kläglich scheitert). Aus solchen literarischen Quellen kann man aber nicht schließen, dass Herolde bereits im 12./13. Jahrhundert Experten für Wappen waren oder gar den Gebrauch derselben kontrollierten. Es gibt aus dieser Zeit auch keine Schriftquellen, in denen heraldische Regeln formuliert worden wären.
Im Reich nördlich der Alpen gibt es ab dem 13. Jahrhundert Hinweise auf garzûne und kroijiaere, die wie Herolde als Boten und Diplomaten fungierten und auch Turniere ausrichteten, aber keine Hinweise auf eine heraldische Fachsprache. Die meisten frühen Werke aus dem Reich, die von Wappen, ihrer Beschreibung und ihrem Gebrauch handeln, stammen jedenfalls nicht von Herolden. Der Zürcher Chorherr Konrad von Mure komponierte 1264 den Clipearius Teutonicorum, ein lateinisches Lehrgedicht mit zahlreichen Wappenbeschreibungen. Zahlreiche Wappenbeschreibungen finden sich auch verstreut im Trojanerkrieg des Konrad von Würzburg († 1287). Die in beiden Werken vorkommenden Wappen entsprechen aber keineswegs den späteren heraldischen Regeln und die Beschreibungen lassen auch nur begrenzt den Gebrauch von Fachausdrücken erkennen.
In Italien sind Herolde erst spät belegt, das Wappenwesen war aber ab dem 13. Jahrhundert sehr hoch entwickelt. Familien, Zünfte, Kommunen, Stadtteile, die Parteien der Guelfen und Ghibellinen und andere Gruppen nutzten jeweils eigene Wappen. Die Stadt Florenz kontrollierte im Spätmittelalter die Verwendung von kommunalen und teilweise auch von Familienwappen. Giovanni Villani († 1348) beschreibt in seiner Chronik ausführlich Wappen und verwendet dabei fachsprachliche Ausdrücke; er flocht auch Erzählungen zum Ursprung von Wappen ein, wie sie später in der heraldischen Fachliteratur üblich werden. Bartolo da Sassoferrato, der vermutlich berühmteste Jurist des 14. Jahrhunderts, verfasste mit seinem Traktat De insigniis et armis die erste Abhandlung, die sich ausdrücklich mit Wappen beschäftigte. Der Traktat wurde handschriftlich und später im Druck in ganz Europa verbreitet. Bartolo begründete darin das Prinzip der freien Wappenzulegung mit Grundsätzen des römischen Rechts, diskutierte aber auch Einschränkungen: Unter bestimmten Umständen, so Bartolo, konnte der Inhaber eines Wappens anderen untersagen lassen, sich das gleiche Wappen zuzulegen, wenn ihm (dem Kläger) sonst ein Schaden entstehe. Der Traktat enthält auch einige (wohl nicht von Bartolo stammende) Anmerkungen zur Darstellung von Wappen, z. B. zur Darstellung von Tieren als Gemeine Figuren und zur Wertigkeit verschiedener Farben: Gold und Purpur bzw. Rot seien die „edelsten“ Farben.

### Institutionalisierung im 15. und frühen 16. Jahrhundert
Seit dem 14. Jahrhundert institutionalisierte sich das Heroldswesen deutlich. In England, Frankreich, Burgund und den heutigen Niederlanden sind schon im 14. Jahrhundert nicht nur einzelne Herolde mit Amtsnamen, sondern auch Wappenkönige nachweisbar. Im Reich nördlich der Alpen ist im 15. Jahrhundert ebenfalls eine lockere Hierarchie verschiedener Herolde (mit Romrich als oberstem königlichen Herold) erkennbar. In den westeuropäischen Monarchien bildeten sich im ausgehenden Mittelalter Heroldsämter aus, die die Vergabe von Wappen kontrollierten und in Konfliktfällen Entscheidungen trafen. Den höchsten Grad der Institutionalisierung erreichte die Heraldik dabei in England. Hier entstand 1484 das heute noch bestehende College of Arms. Auch im Reich gab es um 1500 teilweise die Vorstellung, dass (neue) Wappen von Herolden kontrolliert werden sollten, was in der Praxis allerdings nicht geschah.
Aus der zweiten Hälfte des 15. Jahrhunderts stammen auch die meisten Heroldskompendien, von denen zumindest einige auch heraldische Traktate beinhalten. Diese Traktate behandeln unter anderem den oft in der Antike vermuteten Ursprung der Wappen, die fachgerechte Beschreibung derselben, die Wertigkeit der Farben und die Deutung von einzelnen Figuren. Auch die meisten Wappenbücher, die überhaupt sicher mit namentlich bekannten Herolden in Verbindung gebracht werden können, entstanden vereinzelt schon um 1400 (Gelre, Beyeren), vor allem aber in den Jahrzehnten um 1500 (Ingeram, Rüxner, Caspar Sturm). Nur ein kleiner Teil der erhaltenen Wappenbücher wurde allerdings von Herolden produziert oder genutzt. Umgekehrt hatten die Herolde weiterhin viele Aufgaben, die nichts oder wenig mit Wappen zu tun hatten. Heraldisches Wissen findet sich im 15. Jahrhundert aber in einem größeren Personenkreis. Der Domkanoniker Johannes Rothe zum Beispiel verfasste Anfang des 15. Jahrhunderts einen Ritterspiegel, der auch Hinweise auf normative Vorstellungen gibt, wie ein „richtiges“ Wappen aussehen soll.
Insgesamt waren die Jahrzehnte um 1500 eine Blütezeit des Wappenwesens, insofern Wappen in fast ganz Europa sehr weit verbreitet waren und viele Funktionen hatten; während in vielen westeuropäischen Reichen Herolde Kontrollfunktionen ausübten, ist aus Deutschland zu dieser Zeit vergleichsweise wenig an Heraldik im Sinne einer professionellen Beschäftigung mit Wappen und ihrer Führung zu erkennen. Am kaiserlichen Hof war, vor allem zur Zeit Friedrichs III., sicher eine hohe heraldische Kompetenz vorhanden, und auch andere Fürstenhöfe, viele Städte, einige Klöster, adelige Genossenschaften, die Hofpfalzgrafen sowie einzelne Herolde verfügten über entsprechendes Wissen. Im Vergleich zu Westeuropa und vor allem England war das Wappenwesen im Reich aber deutlich weniger geregelt und die Heraldik nur schwach institutionalisiert. Wappenbriefe wurden zum Beispiel vom römischen König bzw. Kaiser, aber auch anderen Fürsten und zahlreichen Hofpfalzgrafen sowie gelegentlich vom Papst ausgestellt, und die freie Annahme von Wappen blieb üblich; eine Kontrolle auch nur der neu angenommenen Wappen war unter diesen Umständen beinahe unmöglich.

### Deutschland und Europa in der Frühen Neuzeit
In der gesamten Frühen Neuzeit waren Wappen unverändert ein wichtiger Bestandteil der Adelskultur. Auch in der gelehrten Beschäftigung mit Wappen herrschte inhaltlich Kontinuität vor, methodisch entwickelte sich die Heraldik sehr langsam zu einer gelehrten Disziplin. Im Reichsgebiet gab es allerdings weiterhin kaum zentrale Institutionen der Heraldik; allenfalls an der Reichshofkanzlei entwickelten sich eigene heraldische Standards.
Heraldik war weiterhin eng mit der Genealogie verbunden; gelehrte Beiträge stammten nicht zuletzt von Juristen, die mit Wappen und Stammbäumen schon deshalb zu tun hatten, weil sie Beweismittel für den adeligen Stand einer Person sein konnte. In diesem Sinne war die Heraldik eine Hilfswissenschaft der Rechtswissenschaft und konnte in diesem Rahmen auch an Universitäten gelehrt werden. An Ritterakademien wurde ebenfalls Heraldik gelehrt. Nur vereinzelt formulierten diese Gelehrten auch Regeln zur korrekten Gestaltung von Wappen. Dominante Themen waren vielmehr der „Ursprung“ der Wappen, (adels-)rechtliche Fragen und allegorische Auslegungen einzelner Figuren und Farben.
Als Begründer einer wissenschaftlichen Heraldik im deutschsprachigen Raum gilt Philipp Jacob Spener († 1705), der bei der Deutung von Wappen in dem Sinne historisch vorging, dass er die Umstände der Entstehung und Änderung der Wappen und ihrer einzelnen Elemente zum Ausgangspunkt nahm. Der Universalhistoriker Johann Christoph Gatterer († 1799) behandelte die Heraldik als historische Hilfswissenschaft und verschaffte ihr damit eine Stellung innerhalb der universitären Geschichtswissenschaft seiner Zeit.

### 19. Jahrhundert / Erneuerung in Deutschland
Im 19. Jahrhundert gab es in den meisten europäischen Ländern eigenständige heraldische Traditionen, die oft durch eigene gesetzliche Regeln und Institutionen bestimmt wurden. Im deutschen Sprachraum ist in dieser Zeit allgemein ein verstärktes Interesse an Wappen und Heraldik zu beobachten. Im Kontext von Säkularisierung, Verfassungsänderungen und anderen politischen Umbrüchen änderten viele Staaten ihre eigenen Wappen, teils mehrfach (Bayern zum Beispiel änderte allein zwischen 1799 und 1806 viermal sein Wappen). Die Wappenführung des Adels wurde vor allem im Kontext von Adelsmatrikeln kontrolliert, die Verleihung von Wappen an Bürgerliche stärker verrechtlicht. Kommunale Wappen wurden ebenfalls stärker kontrolliert und teilweise zwangsweise geändert. Diese Entwicklungen waren teilweise von starken Konflikten begleitet; Adelsfamilien, Kommunen und Regionen entdecken gerade angesichts staatlicher Eingriffe den Wert von Wappen neu. Vor allem in der zweiten Hälfte des 19. Jahrhunderts verband sich dies einerseits mit einem größeren Interesse an mittelalterlicher Geschichte und andererseits mit der nun auch im Bürgertum wachsenden Interesse an Genealogie und adeligen Repräsentationsformen. Sowohl die staatlichen Kontrollversuche als auch die eher affirmativen Beschäftigungen mit den jeweils eigenen Wappen schuf eine deutliche Nachfrage nach heraldischen Einführungen, gedruckten Wappenbüchern und historischen Arbeiten. Bereits Zeitgenossen erklärten den Aufschwung des Wappenwesens mit dem Beitrag von Wappen und ihrer patrilinearen Weitergabe zum „Familiensinn“. Die Ahnentafel, die bei der Verwissenschaftlichung der Genealogie im 19. Jahrhundert eine wichtige Rolle spielte, wurde oft heraldisch gestaltet.

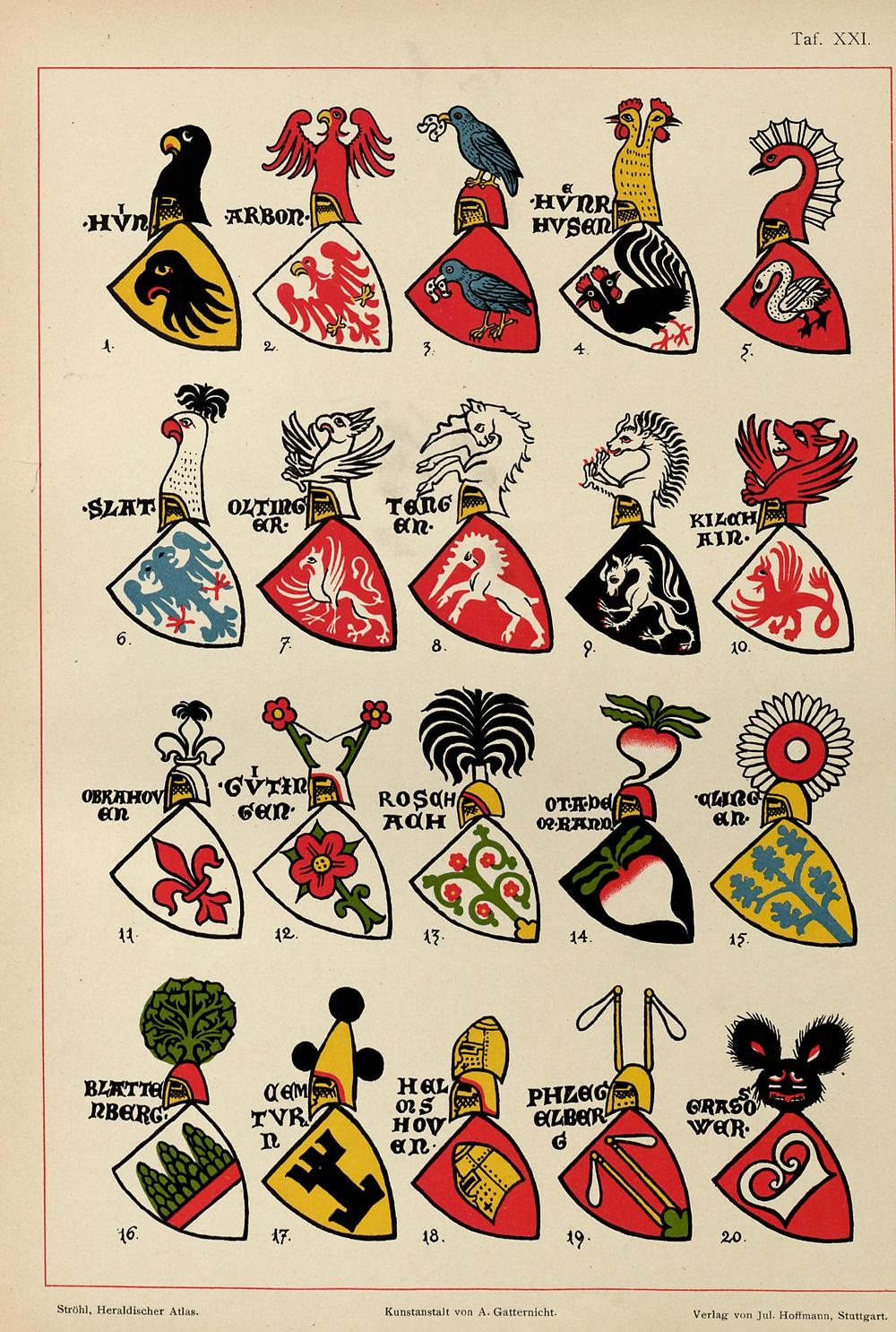
Ströhls Heraldischer Atlas von 1899 ist ein gutes Beispiel für ein heraldisches Musterbuch und zugleich Lehrbuch der „modernen Heraldik“. Die Wappendarstellungen hier sind Nachzeichnungen der Zürcher Wappenrolle.

Ab der Mitte des 19. Jahrhunderts entstand eine neue Heraldik, die die frühneuzeitliche Heraldik scharf ablehnte („Zopfheraldik“) und stattdessen einerseits das mittelalterliche Wappenwesen als vorbildlich erklärte, andererseits eine Systematisierung der Heraldik durch eine einheitliche (nun erstmals deutsche) Fachterminologie, heraldische Regeln und begleitende historisch-genealogische Forschung forderte. Das zentrale Projekt dieser Heraldiker war der sogenannte Neue Siebmacher, dessen Bände ab 1854 erschienen. Wichtige, für die Heraldik und Genealogie auch des 20. Jahrhunderts prägende Vertreter waren Karl von Hohenlohe-Waldenburg, Otto Titan von Hefner, Gustav Adelbert Seyler, Maximilian Gritzner, Adolf Matthias Hildebrandt und etwas später Otto Hupp. Neben einer sehr großen Zahl von Wappenbüchern, die Wappen der eigenen Gegenwart zusammenstellten, erstellten diese Heraldiker auch Musterbücher und publizierten mit großem Aufwand auch verschiedene mittelalterliche Wappenbücher als Faksimile. Viele dieser Publikationen wurden vom Starke-Verlag veröffentlicht.
Ab dem späten 19. Jahrhundert wurden verschiedene genealogisch-heraldische Vereine gegründet, die für die weitere Entwicklung der Heraldik eine große Rolle spielten. Sie sorgten durch Treffen, Kongresse und Publikationen von Zeitschriften für den Austausch innerhalb der Disziplin, popularisierten ihre Themen und stellten eine gewisse Kontinuität sicher. Letzteres war umso wichtiger, als Heraldik und Genealogie kaum an den Universitäten verankert waren. Während die Geschichtswissenschaft im späten 19. Jahrhundert eine zentrale Rolle an deutschen Universitäten innehatte und insbesondere auch Hilfswissenschaften wie die Diplomatik und Paläographie dort auf sehr hohem Niveau betrieben wurden, war Heraldik in Forschung und Lehre kaum vertreten.

### Deutschsprachige Länder seit 1918
Die beiden Weltkriege, das Ende der Monarchie und die nationalsozialistische Herrschaft bedeuteten dramatische Brüche in der politischen Geschichte der deutschen Staaten in der ersten Hälfte des 20. Jahrhunderts. Gemessen daran herrschte in der Heraldik eine starke Kontinuität der Institutionen, Personen und Methoden, vor allem in Westdeutschland. Auch in ästhetischer Hinsicht gab es 1918, 1933 oder 1945 jeweils kaum Brüche; der um 1900 kanonisierte historistische Stil blieb im Gegenteil bis heute weitgehend dominant. Wohl aber veränderte die Heraldik sich in Bezug auf ihre gesellschaftliche Umwelt. Die Adelskultur, auf die sie sich stark bezogen hatte, war nicht mehr Teil der politischen Ordnung, und auch sonst konnten heraldische Werke rasch von der Geschichte überholt werden. Was als im Rahmen des Neuen Siebmacher als Sammlung der Wappen des „blühenden Adels“ verschiedener Territorien des Reichs geplant und begonnen wurde, war nicht viel später ein Wappenbuch des ehemaligen Adels eines ehemaligen Teils des ehemaligen Reichs. Auch von den Monarchien, deren Wappen in der ersten Lieferung des ersten Bandes der ersten Abteilung unter dem Titel Souveraine der deutschen Bundesstaaten gesammelt wurden, waren einige bei Abschluss des Bandes 1927 nicht mehr souverän, andere nicht mehr deutsch, und keine mehr monarchisch verfasst. Angesichts einer solchen Historisierung des eigenen Gegenstandes wurde die Heraldik, bei aller Kontinuität, deutlich stärker vergangenheitsbezogen, als in den Jahrhunderten zuvor.
Während der Bezug zur Adelskultur zunehmend zu einem historischen Aspekt der Heraldik wurde, blieb die Beziehung zur Genealogie sehr eng. In der ersten Hälfte des 20. Jahrhunderts waren dabei auch völkische Vorstellungen sehr stark; innerhalb der Heraldik war hier Bernhard Koerner zeitweilig prominent. Er vertrat die These, Wappen hätten sich aus Runen entwickelt und gründete einen eigenen heraldisch-genealogischen Verein (Deutscher Roland), der eine klar völkische, antisemitische Ideologie vertrat. In der Heraldik war Koerner relativ isoliert, aber seine genealogischen Arbeiten (vor allem das Deutsche Geschlechterbuch) waren vor, während und nach dem Dritten Reich einflussreich.
Als tragende Institutionen wurden im 20. Jahrhundert die heraldischen Vereine noch wichtiger, vor allem nachdem sich der Staat bei der Regelung des Wappenwesens weitgehend auf das staatliche und kommunale Wappenwesen beschränkte. Zusätzlich zu ihren bisherigen Tätigkeiten begannen einige Vereine nach Ende der staatlichen Heroldsämter mit der Führung sogenannter Wappenrollen (gedruckte Verzeichnisse der von ihnen registrierten Wappen). Der räumliche Schwerpunkt lag dabei insgesamt eindeutig in der Schweiz und der Bundesrepublik, da in Österreich nach 1918 und in der DDR heraldische Vereine kaum mehr tätig waren.

## Gestaltung der Wappen (Wappenkunst)

### Wappenelemente
Die nebenstehende Grafik zeigt Bestandteile eines Wappens. In der Heraldik wird das Wappen aus der Sicht des Schildträgers gesehen. „Rechts“  ist die vom Betrachter aus linke Seite, „links“ ist die vom Betrachter aus rechte Seite des Wappens.
Ein einfarbiger Wappenschild kann schon ein vollständiges Wappen sein. Dieses ist jedoch ungeeignet, um die vielfältigen Standesattribute und Familienbeziehungen der Wappeninhaber auszudrücken. Sehr einfache Wappen finden sich nur bei alten und verallgemeinernden Wappen wie den Schilden der schweizerischen Landsmannschaften.
Familienwappen werden seit dem 19. Jahrhundert regelmäßig mit einem Helm auf dem Schild sowie Helmzier und Helmdecken dargestellt; nur diese gelten in der Heraldik als Vollwappen. Historisch sind solche Helme seit dem späteren Mittelalter nachweisbar. Bei Familienwappen sind sie insbesondere im Niederadel historisch häufig, hingegen haben Wappen von Körperschaften (z. B. Kommunen, Domkapitel, Universitäten) in aller Regel keinen Helm. Hochstiftische Wappen zeigen statt des Helms teilweise eine Mitra.
Ein Wappen des Hochadels besitzt oft als Zutaten Schildhalter (Wappenträger), einen Wappenmantel bzw. bei regierenden Monarchen ein Wappenzelt. Selbige sind aber nicht zwingend für ein vollständiges Wappen erforderlich.
In seltenen Fällen umfasst das Vollwappen mehrere Wappenschilde, mehrere Helme und/oder Spruchbänder mit Wahlspruch.

### Gemeine Figuren

Drei Schlüssel als Gemeine Figur im Wappen von Obersiggenthal

Gemeine Figuren nennt man die vielfältigen Figuren, die das Wappen über die Tinkturen hinaus zieren. Es gibt zahlreiche Motive aus der belebten und unbelebten Natur. Sie können eingeteilt werden in
- natürliche Figuren (wie Menschen, Tiere und Pflanzen),
- Phantasiewesen (wie Fabelwesen und Mischwesen) sowie
- künstliche Figuren, wie Türme und Mauern (Burg), Waffen, Werkzeuge und weitere Alltagsgegenstände (z. B. Rad), wobei es auch hier unwirkliche Mischobjekte geben kann.

Wappentiere machen einen Großteil der gemeinen Figuren aus. Sehr beliebt sind Löwen, Bären, Leoparden, Adler, Kraniche, Delphine, Widder oder Stiere, aber auch Fabelwesen wie der Greif, der Doppeladler, das Einhorn, der Drache, der Lindwurm und die Schlange. Wappentiere in Stadtwappen und Landeswappen sind häufig Symbole für die Stadt beziehungsweise die Region, zum Beispiel der Berliner Bär oder das Sachsenross.
Beliebte Pflanzenfiguren sind die Rose, die Lilie (Fleur-de-Lis) oder die „starke“ Eiche.
Beispiele für christliche Symbole in der Heraldik sind verschiedene Kreuze (z. B. Passionskreuz und Malteserkreuz), der Schlüssel (z. B. im Wappen von Bremen) und der Bischofsstab (z. B. als Baselstab im Wappen von Basel).

### Schildteilungen

Verschiedene Schildtopographien:
1 geteilt, 2 gespalten
3 und 4 Mischformen
5 geviert, 6 geviert mit Herzschild
7 und 8 schräg geteilt

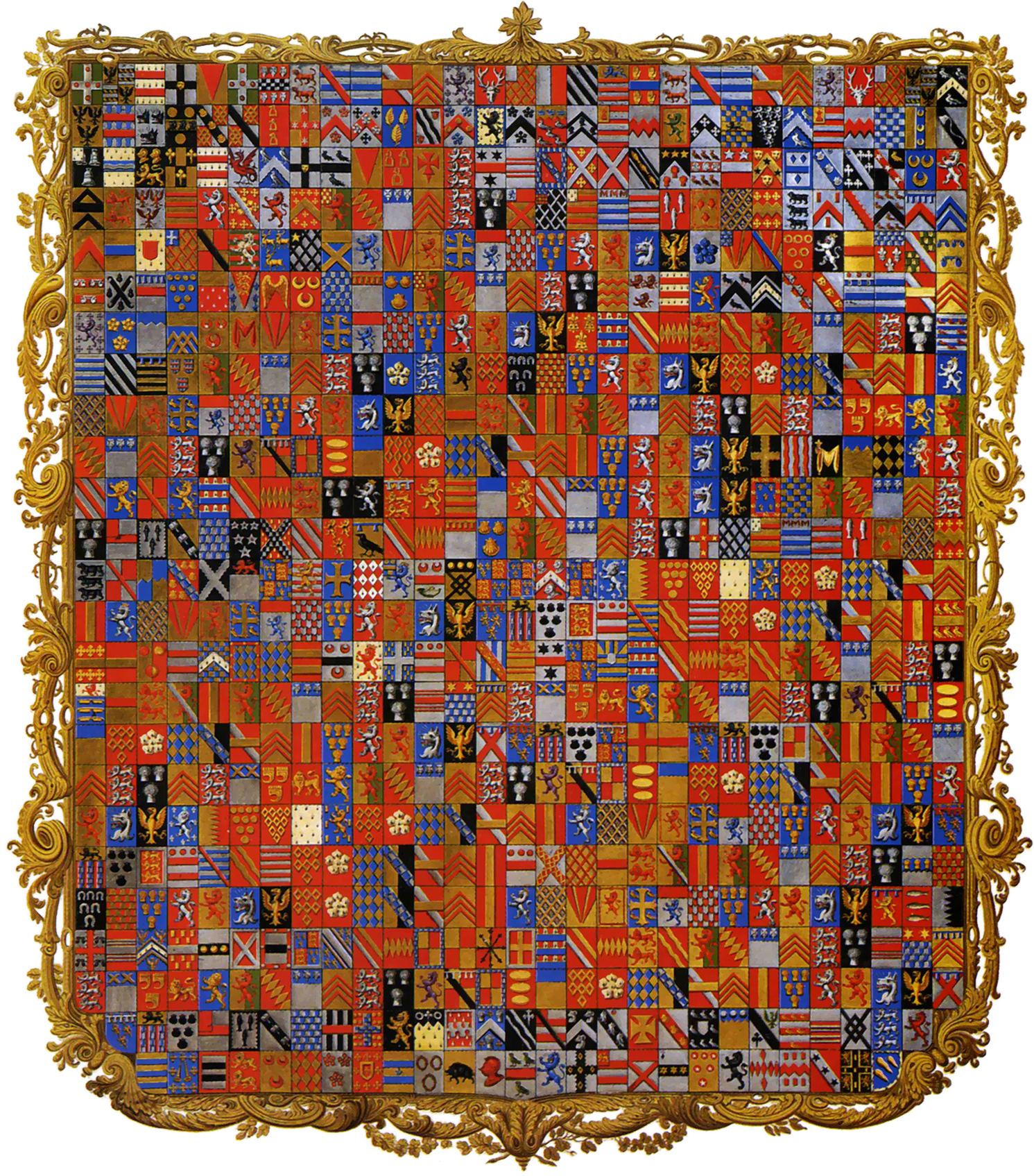
Extrembeispiel für Schildteilung aus der englischen Heraldik: ein Familienwappen mit 719 Feldern

Ein Wappenschild kann durch Linien, die waagerecht, senkrecht oder schräg von Schildrand zu Schildrand verlaufen, in Felder aufgeteilt werden. Durch die geometrische Aufteilung des Schildes mit einer oder mehreren solchen Linien entsteht ein Heroldsbild. In den einfachsten Fällen wird der Schild durch eine waagerechte oder senkrechte Linie in zwei verschiedenfarbige Felder geteilt. Durch verschiedene Arten der Schildteilung können sich bestimmte Figuren ergeben, z. B. Balken, Schrägbalken, Pfahl oder durchgehendes Kreuz. Insgesamt ergibt sich eine große Vielfalt an Heroldsbildern.
Ein Schildhaupt entsteht, wenn ungefähr das obere Drittel des Schildes abgetrennt wird. Das entsprechende untere Drittel nennt man Schildfuß. Wenn eine senkrechte und eine waagerechte Linie den Schild in vier Viertel aufteilen, spricht man von einer Vierung oder einem „gevierten“ Schild.  Nicht damit zu verwechseln ist das Freiviertel, ein kleines Feld im rechten oder linken Obereck des Schildes. In der deutschen Heraldik ist das Freiviertel selten, ein wichtiges Element ist es dagegen in der napoleonischen Heraldik in Frankreich.
Der Schild kann nicht nur mit geraden Linien in Felder geteilt werden, sondern auch mit beliebig geformten Schnitten, z. B. im Wellenschnitt geteilt, im Zinnenschnitt gespalten, ein Doppelwolkenbord, durch Zahnschnitt abgetrenntes Schildhaupt. Auch diese rechnen zu den Heroldsbildern.

### Beizeichen
Beizeichen sind kleinere Zeichen, die in manchen Fällen auch auf eine bestimmte Person zurückzuführen sind. Der Faden ist ein schmaler, über den Wappenschild gezogener Schrägbalken, welcher schrägrechts vom rechten Obereck nach dem linken Untereck gezogen eine jüngere oder Nebenlinie, schräglinks einen unehelich Geborenen (Bastard, daher Bastardfaden) aus dem Geschlecht bezeichnet. Wenn der Faden gekürzt wird, heißt er Einbruch (rechter oder linker) und hat als solcher seine Stelle im Herzen des Schildes. Viele Wappen – besonders in Spanien (vgl. das portugiesische Staatswappen) – haben einen kontrastfarbenen Schildrand, der wiederum mit kleinen Figuren belegt sein kann. Ein weiteres Beizeichen ist der Turnierkragen, der besonders in der englischen Heraldik zur Differenzierung von Familienmitgliedern (Markierung des Erstgeborenen) benutzt wird und beim Antreten der Nachfolge entfernt wird. Weitere Beizeichen sind zur Unterscheidung der einzelnen Nachkommen eines Wappenträgers üblich.

### Heraldische Farbgebung
Die Farbgebung bei Wappen nennt man Tingierung (von lat. tingere „färben“). Abweichend vom allgemeinen Sprachgebrauch werden Gold und Silber in der Heraldik nicht als „Farben“ bezeichnet, sondern als „Metalle“. Auch Gelb und Weiß gehören nicht zu den heraldischen Farben. Vielmehr sind Gelb und Weiß in der Heraldik gleichbedeutend mit den Metallen Gold und Silber. Gelb und Weiß werden nur verwendet, um bei der gemalten oder gedruckten Wiedergabe Gold und Silber zu repräsentieren.
Für Wappendarstellungen wird nur ein eng begrenztes Sortiment an Farbwerten und Mustern verwendet:
- die Metalle Gold und Silber (oder ersatzweise Gelb und Weiß).
- die heraldischen Farben Rot, Blau, Schwarz, Grün. (Seltener auch Purpur und sogenannte natürliche Farben wie Braun und Grau.)
- die Pelzwerke. Dies sind flächenfüllende Musterformen, die auf Tierfelle zurückgehen, beispielsweise Hermelin.

Metalle, Farben und Pelzwerke zusammen nennt man in der Heraldik Tinkturen. Für die Anwendung gelten folgende Regeln und Empfehlungen:
- Wappen sollten auch hinsichtlich der Farbgebung einfach gehalten werden, also möglichst wenig verschiedene Farben und Metalle in einem Wappen.
- Es werden reine Farben ohne Abschattierungen, Verläufe und Nuancen verwendet.
- Natürliche Farben (Braun, Grau, Fleischfarbe) gelten als unheraldisch. Es sollten möglichst nur heraldische Farben (Rot, Blau, Schwarz, Grün) und Metalle (Gold, Silber) verwendet werden.
- Alle heraldischen Farben sind gleichrangig. Es gibt keine Farben, die rangmäßig über anderen stehen.
- Jedes Objekt kann prinzipiell in jeder heraldischen Farbe dargestellt werden.
- In einem Wappen darf Metall nicht an Metall grenzen (also Gold nicht an Silber), Farben dürfen nicht an Farben grenzen. Durch das Gegeneinandersetzen von Metallen und Farben in einem Wappen wird eine starke Kontrastwirkung erreicht, die das Wappen schon aus großer Entfernung erkennbar macht. Diese Regel hat eine herausgehobene Bedeutung und wird oft einfach als „heraldische Farbregel“ bezeichnet.
- Pelzwerke können sowohl mit Metallen als auch mit Farben kombiniert verwendet werden.

Die Tinkturen werden in der Blasonierung angegeben. Bei schwarz-weißen Darstellungen von Wappen werden ersatzweise Schraffuren verwendet, um Metalle und Farben zu kennzeichnen.

### Schildformen und Helme
Beeinflusst durch die Entwicklung der Waffentechnik und Kunststile änderte sich auch die Darstellung der Wappen im Verlauf der Jahrhunderte. Die früheste verwendete Schildform ist der im Hochmittelalter vom 12. bis ins 14. Jahrhundert verwendete Dreieckschild (Beispiel: Essen), dessen Seiten nach außen gebogen sind. Der zugehörige Helm ist der Topfhelm, der teilweise mit einem Stoffüberzug versehen ist.
Im 13. Jahrhundert entstand der Halbrundschild, der für die Wappendarstellungen mehr Raum bot. Insbesondere mehrfeldrige Wappen, die nun aufkamen, benötigen den größeren Raum in der unteren Wappenhälfte. Der aus dem Topfhelm hervorgegangene Kübelhelm ist bereits mit stoffbahnenartigen Helmdecken versehen, die nur in geringem Maße eingeschnitten sind. Aus dem Kübelhelm ging im 15. Jahrhundert der Stechhelm hervor, der seit Kaiser Friedrich III. Bedeutung als Symbol des Bürgerwappens erlangte; ihn kennzeichneten stärker eingeschnittene und eingerollte Helmdecken. Der etwa gleichzeitig aufgekommene Kolbenturnierhelm wird in der Heraldik auch als Bügel- oder Spangenhelm bezeichnet. Die Helmdecken sind nun nicht mehr als Stoffbahnen erkennbar, sondern ähneln ornamentalem Laubwerk.
Die Wappendarstellungen zeigen mehr und mehr unheraldische (d. h. von den tatsächlich gebrauchten Schilden abweichende) Schildformen: Die Tartsche, ein im Turnier gebrauchter Schild mit rundem oder länglich-ovalen Einschnitt auf der (heraldisch) rechten Seite, die Speerruhe (Auflage der Turnierlanze), war der letzte einem echten Kampfschild entsprechende Schild, die Schilde mit Speerruhen auf beiden Seiten haben dagegen keine reale Entsprechung mehr, und die zunehmendem Schmuckbedürfnis Rechnung tragenden eingerollten Seiten der Renaissance-Schilde existieren nur auf dem Papier oder als Plastik in Holz oder Stein, nicht aber auf dem Turnierfeld. Eine weitere Variante ist der symmetrische, langgezogene, vieleckige Rossstirnschild, der vor allem in Italien gebräuchlich war.
Zunehmend deutet sich eine Entwicklung an, die den Schildinhalt in eine Schmuckkartusche einpasst, die nichts mehr mit einem echten Schildrand zu tun hat. Schließlich verschwindet der eigentliche Schild in den überbordenden Rahmen der Barock- und Rokokozeit und wird mit Schildhaltern, Wappenmänteln und -zelten sowie anderem Zubehör umgeben. Diese Periode wird als Verfallszeit der Heraldik bezeichnet. Erst die Wiederentdeckung des Wappenwesens während der zweiten Hälfte des 19. Jahrhunderts führte zu einer neuen Blütezeit der Heraldik. Namhafte Künstler wie z. B. Otto Hupp verwendeten für ihre Wappendarstellungen Formen des 13. bis 15. Jahrhunderts.

### Wappenvereinigung
Ergibt sich aus Heirat, Erbschaft oder Gebietszuwachs die Notwendigkeit, mindestens zwei Wappen verschiedener Träger in einem Wappen zu vereinigen, gelten verschiedene Regeln. Diese werden von der Absicht des Stammwappenführenden stark beeinflusst. Die Zusammenführung kann durch Auflegung, Einpfropfung, Verschränkung oder Einfassung, ganz allgemein auch nur durch Stellung der Wappenschilde erreicht werden.

### Allgemeine Gestaltungsregeln
Um ein Wappen eindeutig erkennbar zu machen, sollte die Anzahl der Farben, Felder und Figuren möglichst gering sein. Die Figuren sollten den Schild weitgehend ausfüllen: „Weniger ist Mehr“.
Ebenso ist die Farbregel zu beachten: „Von zwei Feldern eines Wappens sollte jeweils eines in einer Farbe, das andere in einem Metall tingiert sein.“ Diese Regel gilt auch für das Schildfeld und eine aufgelegte gemeine Figur.
Eine typische Möglichkeit der Heraldik, die Anzahl der Wappenmotive zu erweitern, ist die Tingierung in ge- oder verwechselten Farben. Bei dieser Technik ist der Schild beispielsweise in zwei Felder geteilt, wobei eine aufgelegte gemeine Figur oder ein weiteres Heroldsbild jeweils die Farbe des gegenüberliegenden Feldes aufweisen.

## Blasonierung

Beispiel für eine Blasonierung:
„Das Wappen der Stadt Leipzig zeigt in gespaltenem Schild rechts in Gold einen nach rechts aufsteigenden rot gezungten und rot bewehrten schwarzen Meißner Löwen, links in Gold zwei blaue Landsberger Pfähle.“

Die Blasonierung ist die Beschreibung eines Wappens in knappen fachsprachlichen Worten. Anhand der Blasonierung soll das Wappen eindeutig erkennbar sein, damit es nicht mit einem anderen Wappen verwechselt werden kann. Der Ausdruck stammt vom französischen Wort blason „Wappenschild“. In ihren Grundzügen entstand die Kunstsprache der Blasonierung in Frankreich, als im 13. Jahrhundert die ersten Wappenrollen und Wappenregister erstellt wurden. So wie das gesamte Wappenwesen sich Schritt für Schritt entwickelt und gefestigt hat, wurde auch die Blasonierung mit der Zeit feiner ausgearbeitet, vor allem im 17./18. Jahrhundert.
Bei der Blasonierung ist „rechts“ die vom Betrachter aus linke Seite, „links“ ist die vom Betrachter aus rechte Seite des Wappens.  Die Bestandteile des Wappens werden in einer festgelegten Reihenfolge beschrieben: zuerst der Schild, dann das Oberwappen, zuletzt gegebenenfalls Schildhalter, Wappenmantel und weitere Prachtstücke.
Zur genaueren Angabe von Positionen innerhalb des Schildes können Bezeichnungen verwendet werden, die sich an den Heroldsbildern orientieren, z. B. Schildfuß, rechte oder linke Flanke, Herzstelle. Abaissé heißt ein erniedrigtes Wappenbild. Wachsend nennt man eine gemeine Figur, die so tief sitzt, dass sie unten abgeschnitten ist.

## Wappenverzeichnisse
Wappen sollten aus Nachweisgründen in einem Wappenverzeichnis registriert werden. Ursprünglich wurden Wappenregister in einer Wappenrolle geführt, einer Schriftrolle aus Pergament. Der Ausdruck Wappenrolle hat sich bis heute gehalten, obwohl Wappensammlungen heute in Buchform veröffentlicht werden (Wappenbuch).
Wappenverzeichnisse werden heute von heraldischen Vereinen gepflegt. Beispielsweise führt der im Jahr 1869 gegründete Verein Herold die Deutsche Wappenrolle. Voraussetzung für die Eintragung eines neuen Wappens ist neben der formalen Prüfung der Wappengestaltung die Feststellung, dass das Wappen nicht bereits von anderen geführt wird.

## Besondere Bereiche der Heraldik

### Kirchliche Heraldik

Schematisches Bischofswappen

Bei der Heraldik der katholischen Kirche ist zu unterscheiden, ob es sich um rein geistliche Wappen handelt oder um eine mit weltlicher Herrschaft verbundene Kirchenposition. Bei weltlichen und geistlichen Herren, etwa Fürstbischöfen, entsprechen die Wappen denen anderer Territorialherren, mit vollständigem Oberwappen (Helmen und Helmzieren), bereichert um kirchliche Insignien (Krummstab, Kreuz) und weltliche Insignien (Schwert). Für rein geistliche Amtsinhaber entwickelte sich parallel ein System kirchlicher Amtsheraldik ohne Helme und Helmkleinode, stattdessen mit Priesterhüten (Galero) und Schnüren mit Quasten zu beiden Seiten des Schildes, deren Anzahl und Farbe den Rang des Trägers markiert. Der Schild enthält in historischer Zeit eine Kombination aus Wappen des Amtes (Bistum, Kloster) und der Familie, in einem gevierten (quadrierten) Schild. Das Amtswappen bleibt, das Familienwappen wechselt. In neuerer Zeit nimmt man von diesem strikten Schema Abstand und komponiert Bischofswappen freier. Damit sind kirchliche Wappen insgesamt Personenwappen, da sie in der Form nicht innerhalb einer Familie weitergegeben werden.
Die evangelische Kirche kennt kein entsprechendes System. Evangelische Hochstifte (namentlich das Hochstift Lübeck) und Ordensgemeinschaften (z. B. das Kraichgauer Adelige Damenstift) führten meist ihre vorreformatorischen Wappen fort.

### Kolonialwappen

Wappen Jamaikas

Als Kolonialwappen werden die in den Kolonien der europäischen Staaten durch die Kolonialmächte den Staaten verordneten Wappen nach ihren und den europäischen Regeln der Heraldik verstanden. Da in den Kolonien die Wappenkunde keinen oder nur geringen Anfang hatte, wurden wider die heraldischen Regeln Wappen für gültig erklärt. So zeigen Wappen wesentliche Teile ihrer Kolonialmacht. Beispiel: Portugal setzte die Quinas in den Schild, England ihren Löwen und Frankreich die Lilien in Kanada. Viele Wappensprüche unter den Schilden sind dem Mutterland entlehnt worden. So kann zu den älteren Wappen das von Jamaika gerechnet werden. Eingeführt wurde es etwa um 1692 durch England.
Mit dem schrittweisen Ende der Kolonialzeit in vielen Ländern wurden neue Wappen durch die eigenständigen Staaten geschaffen oder die bis dahin geführten nur angepasst. So sind die revolutionären Symbole wie aufgehende Sonne, Sterne, Treue Hände und Arme, Füllhorn oder Jakobinermütze vermehrt zu finden. Wappendevisen gleichen sich oft: Freiheit – Gleichheit – Brüderlichkeit und der Lorbeerkranz oder -zweig liegt um den Schild. In vielen Ländern sind im heraldischen Sinn bei der Neuschaffung oft nur Hoheitszeichen entstanden, da kein Schild, der wesentliche Teil des Wappens, verwendet wurde. Vieles ist nur um eine weiße Fläche angeordnet. Auch unheraldische Farben finden Verwendung und es ist die Neigung zur realistischen räumlichen Darstellung zu erkennen.

### Studentische Heraldik

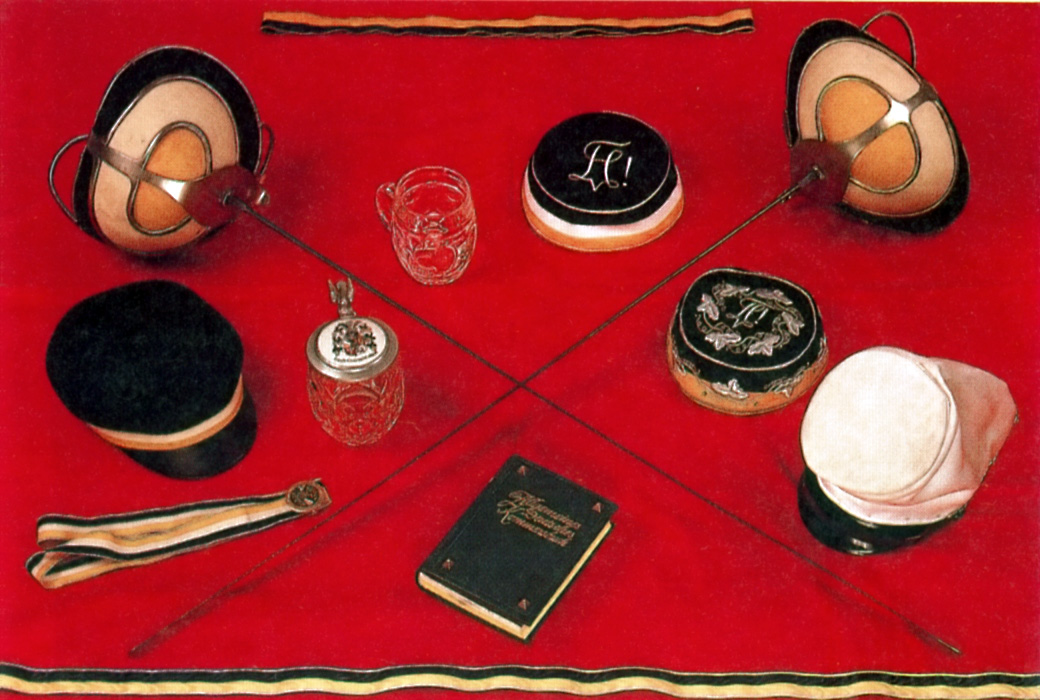
Couleurgegenstände des Corps Austria Frankfurt am Main (schwarz-weiß-gelb)

Die Grundregeln der allgemeinen Heraldik gelten grundsätzlich auch für studentische Farbkombinationen. In Teilbereichen weist die studentische Heraldik jedoch Besonderheiten auf, die aus dem speziellen Gebrauch von Band und Zipfel herrühren. Band und Zipfel kamen um 1800 mit den Corps und Burschenschaften auf, die als erste das Band als Brustband trugen. Davor wurde das Band meistens als Uhrband getragen und endete in der linken Westentasche. Der aus der Uhrtasche hängende Bandrest, der in den Zeiten der Verfolgung der Burschenschaften allein getragen wurde und aus dem der Zipfel entstand, zeigte die Kopffarbe des Bandes nicht auf der heraldisch rechten, sondern auf der heraldisch linken Seite. Daraus folgt, dass senkrechte studentische Farben entgegen der allgemeinen Regel gelesen werden, also für den Betrachter nicht von links nach rechts, sondern von rechts nach links. Dies gilt vor allem für Zipfel und senkrecht an der Wand aufgehängte Fahnen. Hängt die Fahne dagegen frei im Raum, z. B. an einer Fahnenstange, so gilt die allgemeine Heraldikregel, dass die Farben für den Betrachter von links nach rechts zu lesen sind.
Bei studentischen Wappen ist jedoch Vorsicht geboten. Diese entstanden erst um 1825 in Jena als Malerei auf Couleurpfeifen. Die Form ist die eines Gesellschaftswappens bestehend aus dem Schild mit Helm, Helmzier (i. d. R. Straußenfedern) und Helmdecke. Hier findet die Studentenheraldik nur bei den Schilden Anwendung, so dass die Straußenfedern, obwohl wie senkrechte studentische Farben angeordnet, nach allgemeiner Heraldik, also vom Betrachter aus von links nach rechts gelesen werden.